# 马英格伊姆帕尔
马英格伊姆帕尔（Mayang Imphal），是印度曼尼普尔邦西因帕尔县的一个城镇。总人口20536（2001年）。

## 人口
该地2001年总人口20536人，其中男性10331人，女性10205人；0—6岁人口3568人，其中男1837人，女1731人；识字率56.13%，其中男性为67.30%，女性为44.82%。